# Damalis fulvipes
Damalis fulvipes là một loài ruồi trong họ Asilidae. Damalis fulvipes được Westwood miêu tả năm 1835.